# Caza Geonosiano
Los cazas estelares geonosianos o cazas estelares de defensa territorial clase-Nantex son vehículos ficticios del universo de Star Wars.
Estos cazas estelares fueron diseñados por los geonosianos, con la simple función de proteger los intereses económicos y políticos de su planeta Geonosis. Después de la apertura de las Guerras Clon (Clone Wars) estaban bajo el completo servicio de la Confederación de Sistemas Independientes (Confederacy). Los muy ágiles cazas pueden realizar maniobras imposibles para muchos otros vehículos conocidos. Son más eficaces que los Droid Starfighters y están mejor armados.
Los Geonosian Starfighter están pilotados por un solo geonosiano, que no duerme ni descansa, está prácticamente unido a la nave que no alcanza los 9 m de longitud. Uno de los trucos de la efectividad es una serie de sistemas olfatorios, que recogen olores y se los envían al piloto, para darle una excelente ubicación y mayor seguridad en la batalla.
Se sabe que en Geonosis, un par de estos cazas escoltó al Conde Dooku hasta el hangar donde estaba su nave. También en el espacio había cientos de estos vehículos luchando contra las fuerzas de la República Galáctica.
En el planeta Muunilinst, las principales fuerzas de choque aéreas eran los cazas geonosianos, los cuales tenían como misión derrotar a los cazas de los soldados clon, guiados por Anakin Skywalker desde su caza estelar Jedi.
- Datos: Q5759352